# Volkswagen Polo
A Volkswagen Polo egy kiskategóriás autó, amelyet a német Volkswagen gyárt 1975 óta. Összesen 6 generációja van.

## Története
A Volkswagen Polo története az 1970-es évek elején kezdődött, amikor a Volkswagen konszern felvásárolta az NSU névre hallgató autó gyártót. A felvásárlás előtt a cég egy kis méretű elsőkerék hajtású, vízhűtéses motorral rendelkező autón dolgozott. Meglátva a lehetőséget a Volkswagen vezetősége úgy döntött hogy egy másik felvásárolt cégükkel, az Audival közösíti az NSU-t és így jött létre az "Audi-NSU Group" nevű leányvállalat. 1972 és 1974 között a cég folytatta a kis méretű autó fejlesztését. A végtermék az 1974-ben megjelent Audi 50 volt. Az autó külsejét Marchello Gandhini olasz designer adta. Alig hat hónapra rá a konszern úgy döntött, hogy átnevezve piacra dobja mint Volkswagen Polo, így a Polo gyakorlatilag egy olyan Volkswagen lett, amit nem is a Volkswagen tervezett. 1977-ben kijött egy lépcsőshátú verzió is, amitől kupévé vált, ez lett a Volkswagen Derby. 1979-ben egy kis modellfrissítés is történt, a Derby ekkor kapott téglalámpákat. Sportosabb verzió is megjelent Polo GL néven 60 lóerővel, valamint a jellegzetes kombi jellegű háromajtós verzió, amit néhol Wagon vagy Variant néven is forgalmaztak. Az ezt követő évtizedekben az újabb generációk során a Polo is sokat változott, ahogy sok más autótípus is, mindig az adott kor jellegzetességei szerint.

## Az első generáció (Type 86;1975–1981)

### Polo Mark I (1975–1979)

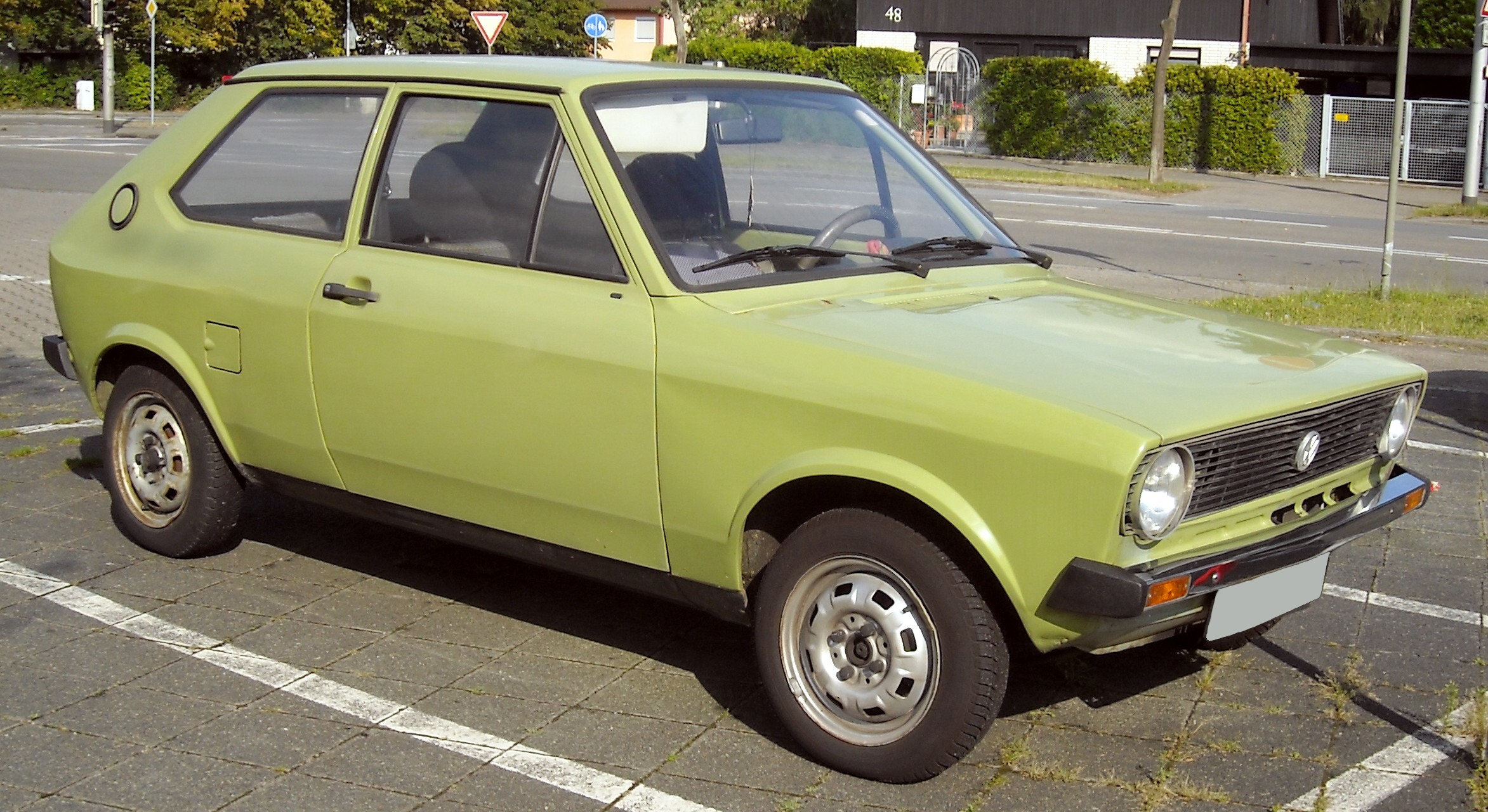
Volkswagen Polo 1975–1979

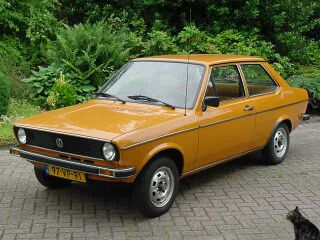
Volkswagen Derby

1975. és 1981. között 500 000 Polo került le a futószalagról. Az autó szedánként is kapható volt „Volkswagen Derby” néven. A Polo 3 ajtós ferdehátú, a Derby 2 ajtós kupé változatban volt kapható.
Motorok:
- 895 cc, soros négyhengeres benzines (csak hatchback)
- 1093 cc soros négyhengeres benzines, 50 LE (37 kW)
- 1272 cc, soros négyhengeres benzines, (Polo GT, Derby szedán, Audi 50)

### Polo Mark I Facelift (1979–1981)

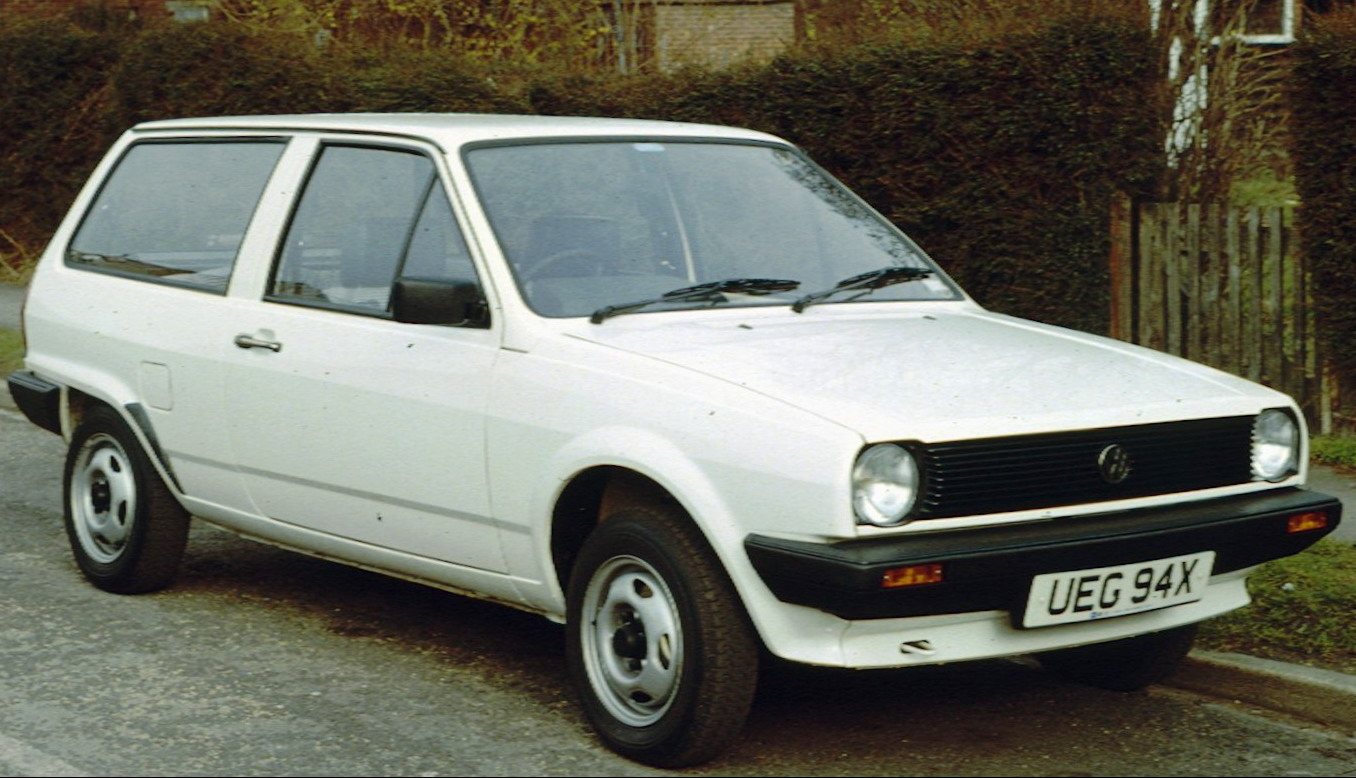
Volkswagen Polo „kombi” 1979–1981

Nagyon hasonlít elődjére, csak néhány apró változtatást tett a Volkswagen.
Változtatások:
- Műanyag lökhárító
- Más hűtőrács
- Módosított műszerfal

## A második generáció (Type 86C;1981–1994)

### Polo Mark II (1981–1990)

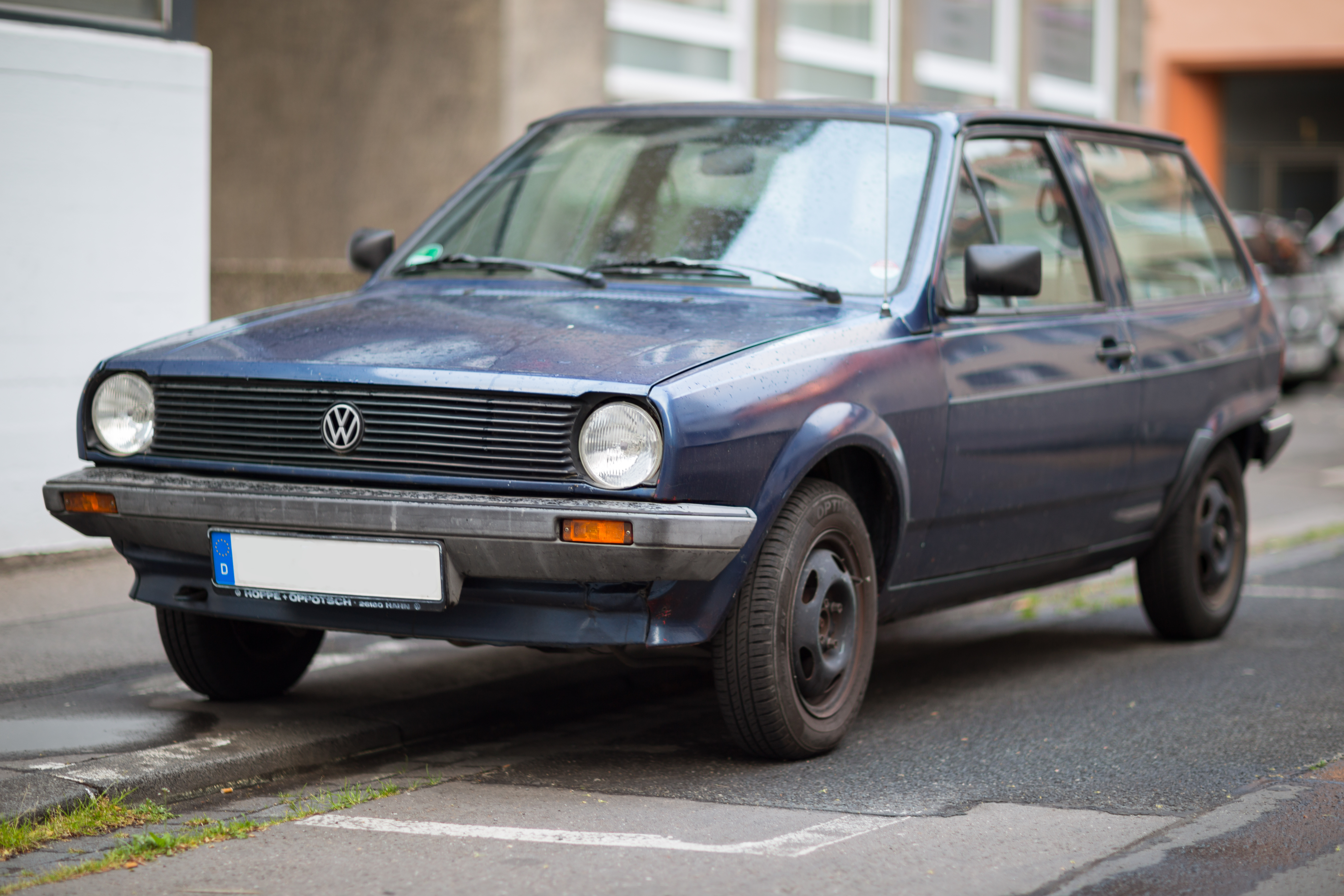
Volkswagen Polo 1981–1990

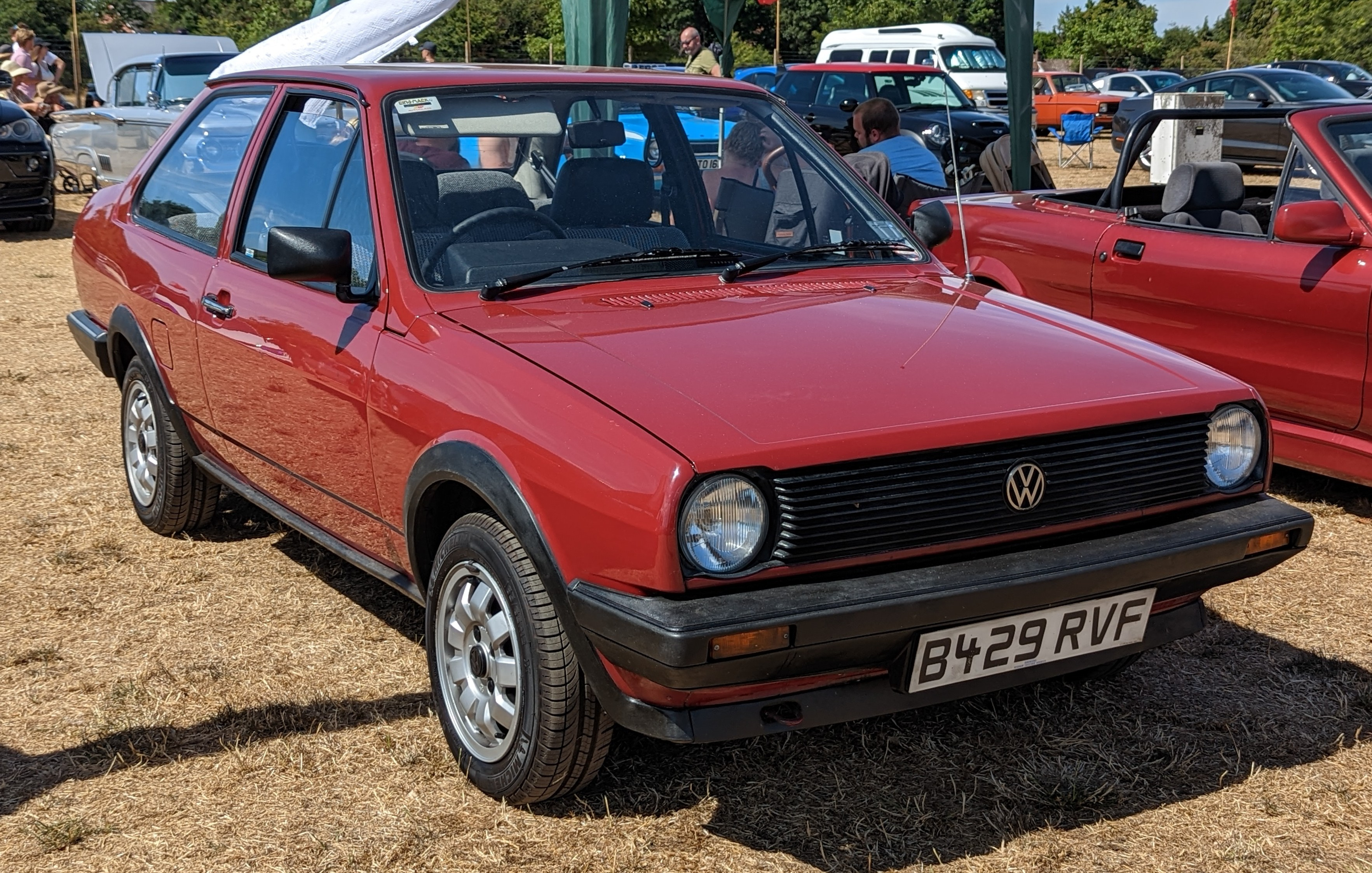
Volkswagen Polo Classic Mk II

A Polo Mark II legnagyobb változása elődjéhez képest, hogy bevezetésre kerül egy harmadik karosszériatípus, valamint a dízelmotor. A Derbyből ekkor Polo Classic lett. A sportos verzió itt a Polo GT volt 75 lóerővel.
Másik neve: Type 86C
Motorok:
- 1093 cc soros négyhengeres benzines (1981–1983)
- 1272 cc soros négyhengeres benzines (1981–)
- 1043 cc soros négyhengeres benzines (1983–)
- 1272 cc soros négyhengeres benzines befecskendezéssel és felszerelt katalizátorral . (1983–) GT
- 1272 cc soros négyhengeres feltöltött benzines 113 LE (83 kW) (G40 változat 1987-es típus esetén)
- 1,3 L soros négyhengeres dízel (1986–)
- 1,4 L soros négyhengeres dízel (1990–)

### Polo Mark II Facelift (1990–1994)

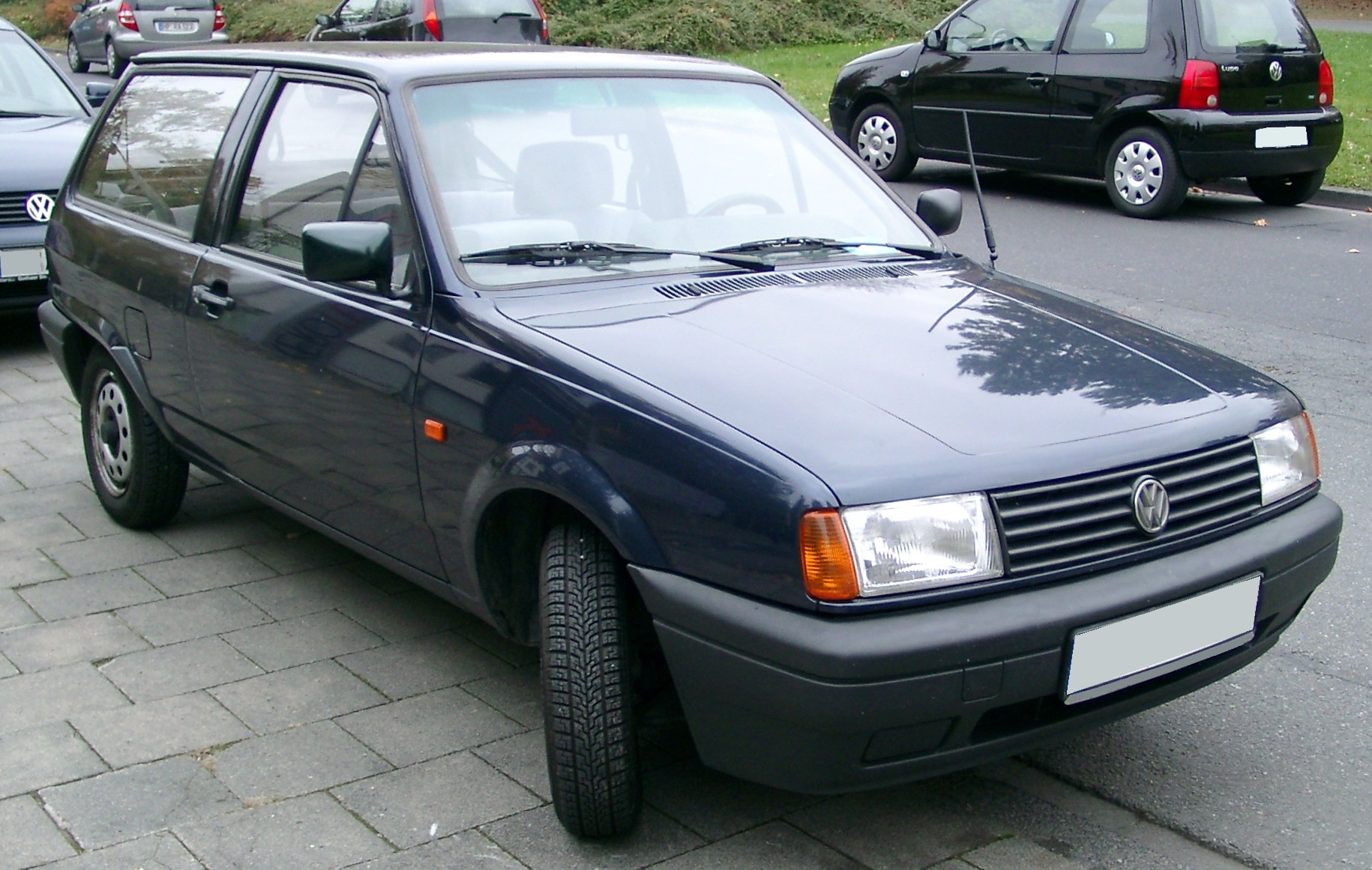
Volkswagen Polo 1990–1994

E típusnál hatalmas változtatások az elődhöz képest. Felszerelt modern műszerfallal és ajtókárpitokkal. 4 hengeres motorral van felszerelve, három különböző karosszériája van. 1992-től a spanyolországi Navarra városában gyártották[forrás?], előtte Wolfsburgban.

## A harmadik generáció (Type 6N/6KV;1994–2002)

### Polo Mark III (1994–2000)

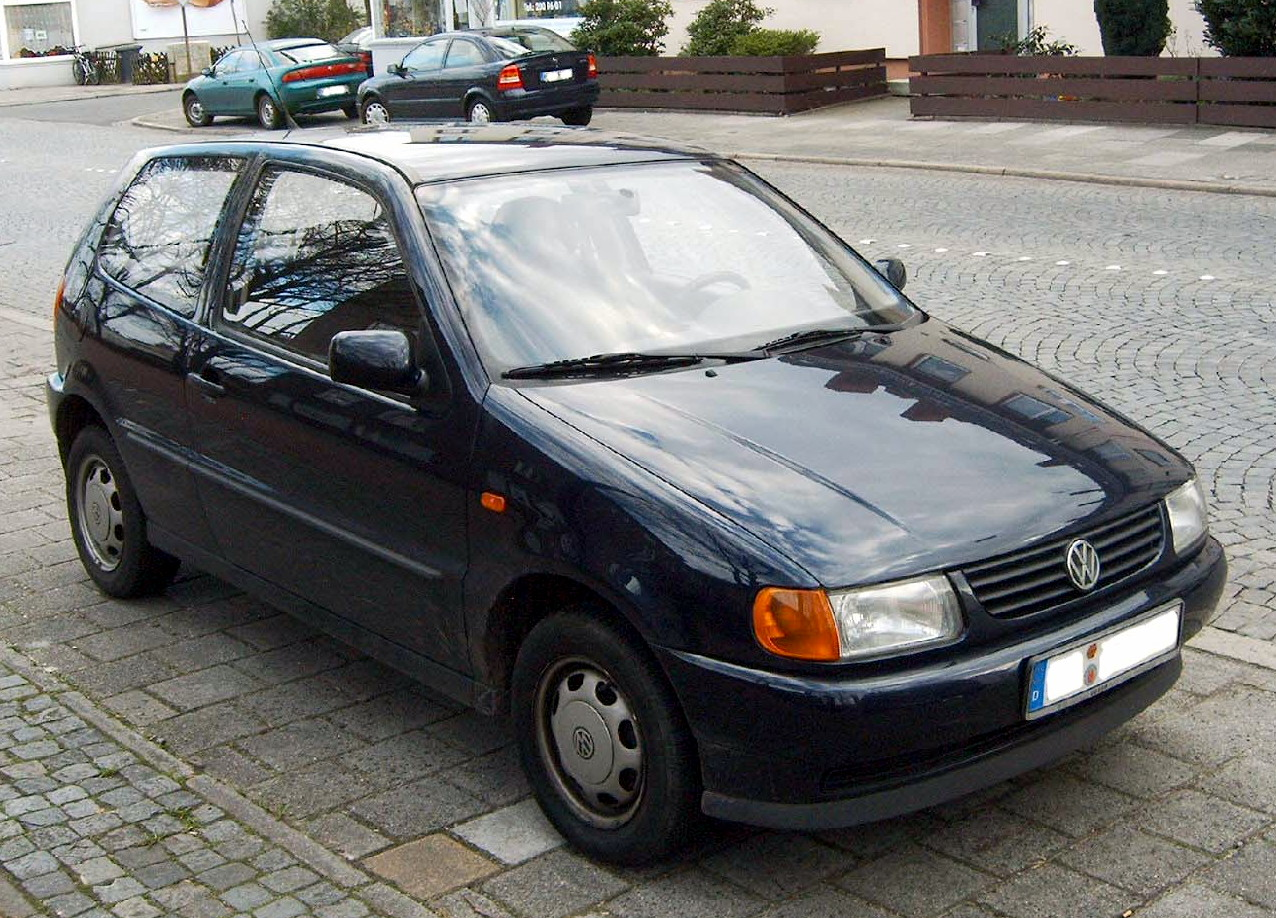
Volkswagen Polo 1994–2000

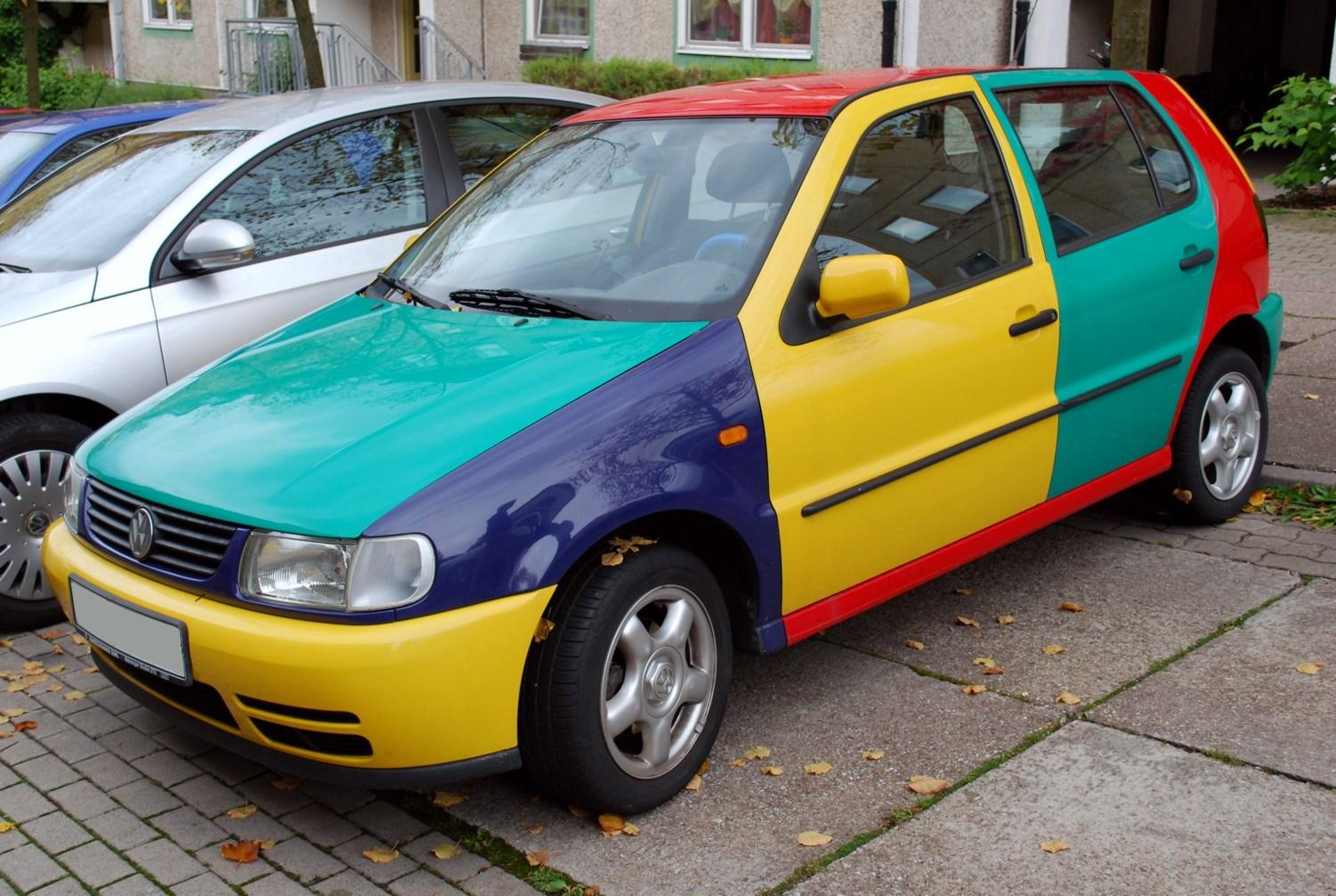
Volkswagen Polo Harlekin

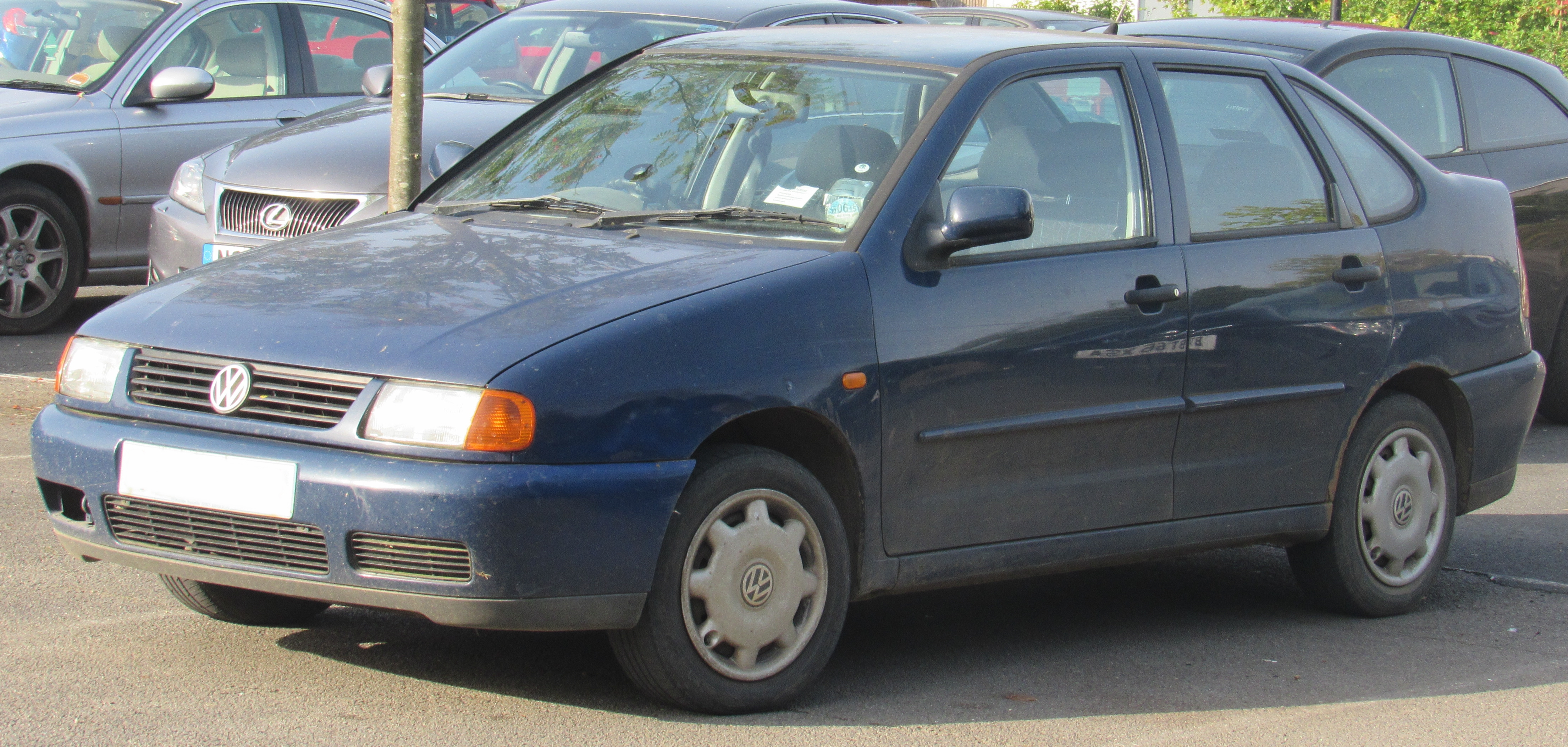
Volkswagen Polo Classic Mk III

A Polo Mark III alapvetően a SEAT típusain alapult, miután a spanyol cég a Volkswagen érdekeltségébe került még a '80-as évek derekán. Jelentős előrelépés volt elődjéhez képest, hogy rengeteg olyan fontos, komfortot és extrákat érintő dolgot vezetett be, ami közelebb hozta a hasonló kategóriájú Golfhoz. Később olyan extrákkal is kapható volt, mint vezetőoldali és utasoldali légzsák, fűtött üllések, illetve légkondicionáló. Lehetett kapni 3 és először 5 ajtós ferdehátúként is, ezek műszakilag a SEAT Ibizán alapultak, amik egy új karosszériát kaptak; kombiként, illetve szedánként Polo Classic néven futott, amik lényegében átcímkézett SEAT Cordobák voltak. Eredetileg reklámcéllal jelent meg kék-zöld-piros-sárga színű karosszériaelemekkel rendelkező változat is Polo Harlekin néven, de akkora érdeklődés mutatkozott rá, hogy a Volkswagen végül közel 4000 darabot gyártott belőle, ahol a négy színt négyféle módon osztották el a kocsikon.
Másik neve: Type 6N1.
Motorok:
- 1043 cc soros négyhengeres benzines 45 LE (33 kW; 44 LE) (1995–1997)
- 1272 cc soros négyhengeres benzines 55 LE (40 kW; 54 LE) (1995–1996)
- 1,6 L soros négyhengeres benzines 75 LE (55 kW; 74 LE) (Motor-kód - AEA)
- 1,4 L soros négyhengeres 16 szelepes benzines 100 LE (74 kW; 99 LE) (Motor-kód - AFH)
- 1,4 L soros négyhengeres benzines 60 LE (44 kW; 59 LE) (1996–)
- 999 cc soros négyhengeres benzines 50 LE (37 kW; 49 LE) - teljesen új alumínium blokk, többpontos befecskendezés (1997–)
- 1,6 L soros négyhengeres 16 szelepes benzines 120 LE (88 kW; 120 LE) (LHD Európai GTI modell esetén)
- 1,6 L soros négyhengeres benzines 100 LE (74 kW; 99 LE) (6K limuzin és kombi modellek esetében)
- 1,6 L soros négyhengeres benzines 75 LE (55 kW; 74 LE) (6K limuzin és kombi modellek esetében)
- 1,9 L soros négyhengeres dízel 64 LE (47 kW; 63 LE)
- 1,9 L soros négyhengeres Turbó DÍzel 90 LE (66kW; 90 LE) [Csak a Kombi (Variant) és Szedán (Classic) Változatokban]
- 1,9 L soros négyhengeres Turbó DÍzel 110 LE (81kW; 110 LE) [Csak a Kombi (Variant) és Szedán (Classic) Változatokban]

### Polo Mark III Facelift (2000–2002)

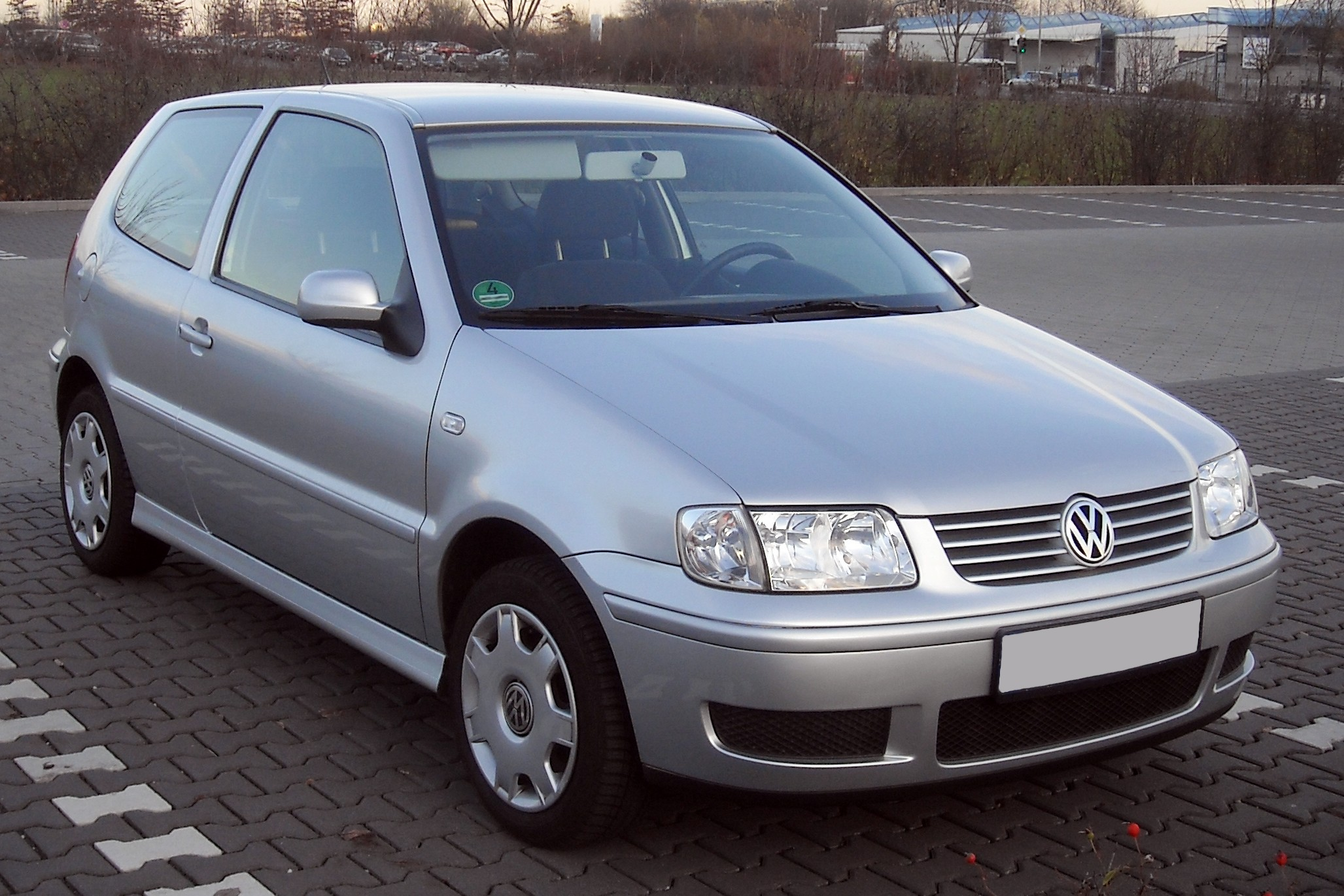
Volkswagen Polo 2000–2002

A Mark III Facelift-ben a fényszórók és a lökhárítók változtak radikálisan, illetve rendelhető volt az új 1.4 PDTDi motorral szerelve is. Elődjéhez képes a ráncfelvarrás után csak 3 és 5 ajtós ferde hátúként, illetve 5 ajtós kombiként volt kapható. Szedán verziót nem gyártottak.
Másik neve: Type 6N2.

### Polo Playa (1996–2002)

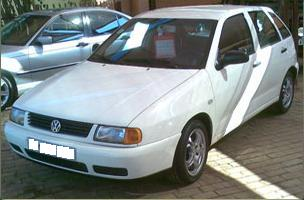
Volkswagen Polo Playa (1996–2002)

Ez a változat főként Dél-Afrika és Spanyolország területén terjedt el, mivel ennek is SEAT az alapja.

## A negyedik generáció (Type 6Q/9N/9N3;2002–2009)

### Polo Mark IV (2002–2005)

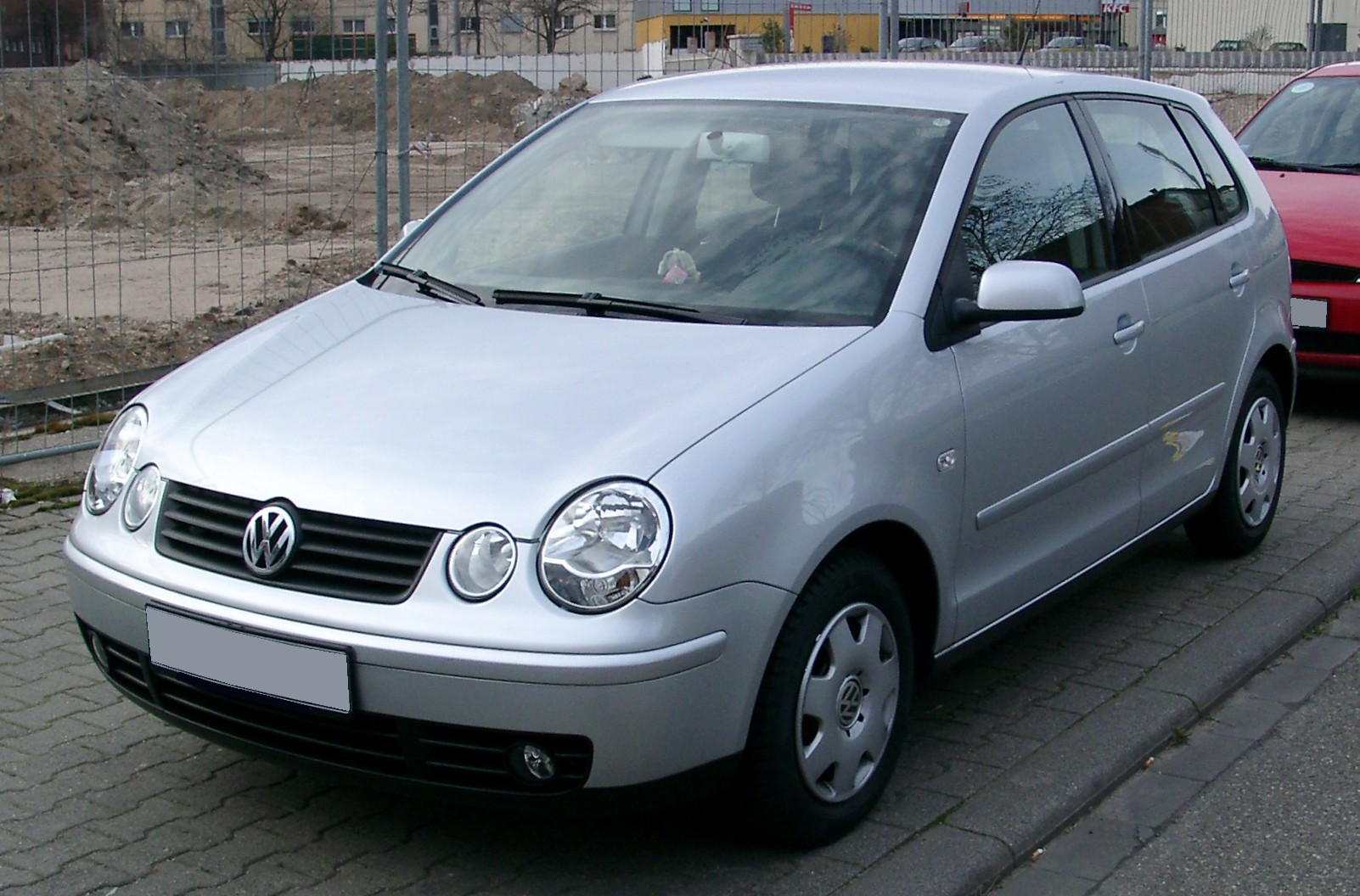
Volkswagen Polo 2002–2005

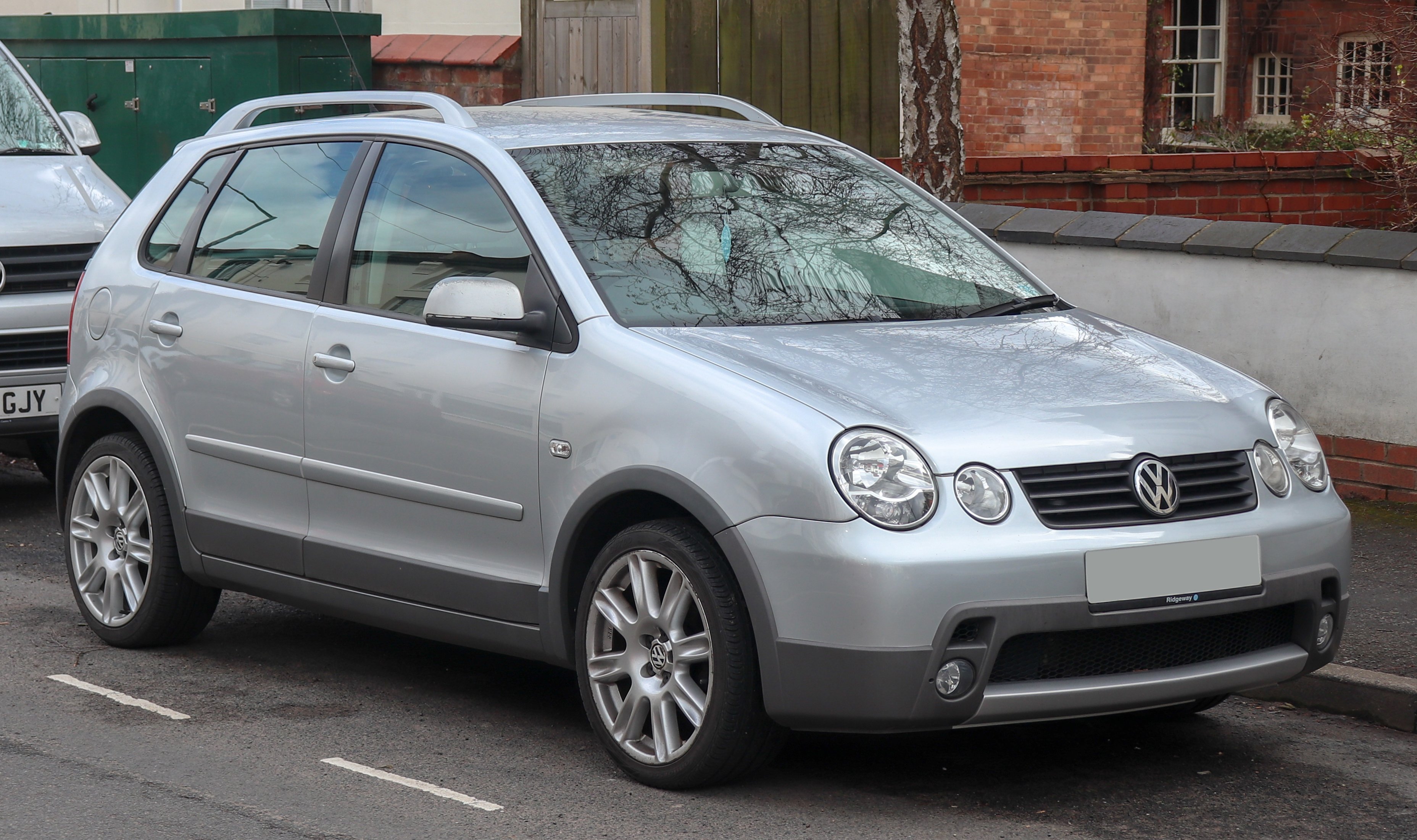
Volkswagen Polo Fun

A Polo Mark IV nagyon népszerű autó lett Európában, jellegzetessége volt a két pár első körlámpa. A sima változat mellett terepesített verzióban is gyártották Polo Fun névvel, de valódi terepjárási készségek nélkül.
Másik neve: Type 9n.
Motorok:
- 1,2 L soros háromhengeres 6-szelepes benzines, 55 LE (40 kW)
- 1,2 L soros háromhengeres 12 szelepes benzines, 65 LE (47 kW)
- 1,4 L soros négyhengeres, 16 szelepes benzines, 75 LE (55 kW)
- 1,4 L soros négyhengeres, 16 szelepes benzines közvetlen üzemanyag befecskendezéses, 86 LE (62 kW) (FSI-márkajelzésű modell)
- 1,4 L soros négyhengeres, 16 szelepes benzines, 100 LE (74 kW) (16V-márkajelzésű modellt).
- 1,4 L soros háromhengeres TDI, 75 LE (55 kW).
- 1,9 L soros négyhengeres SDI , 64 LE (47 kW)
- 1,9 L soros négyhengeres TDI PD, 100 LE (74 kW)
- 1,9 L soros négyhengeres PD TDI, 130 LE (96 kW) (GT modell).
- 1,6 L soros négyhengeres, 8 szelepes benzines, 101 LE (74 kW, 100 LE), öntöttvas blokk, nagyon rövid manuális sebességváltó (brazil / dél-afrikai piacon)
- 2,0 L soros négyhengeres, 8 szelepes benzines, 115 LE (85 kW; 113 LE), öntöttvas blokk, nagyon rövid manuális sebességváltó (brazil / dél-afrikai piacon)

### Polo Mark IV Facelift (2005–2009)

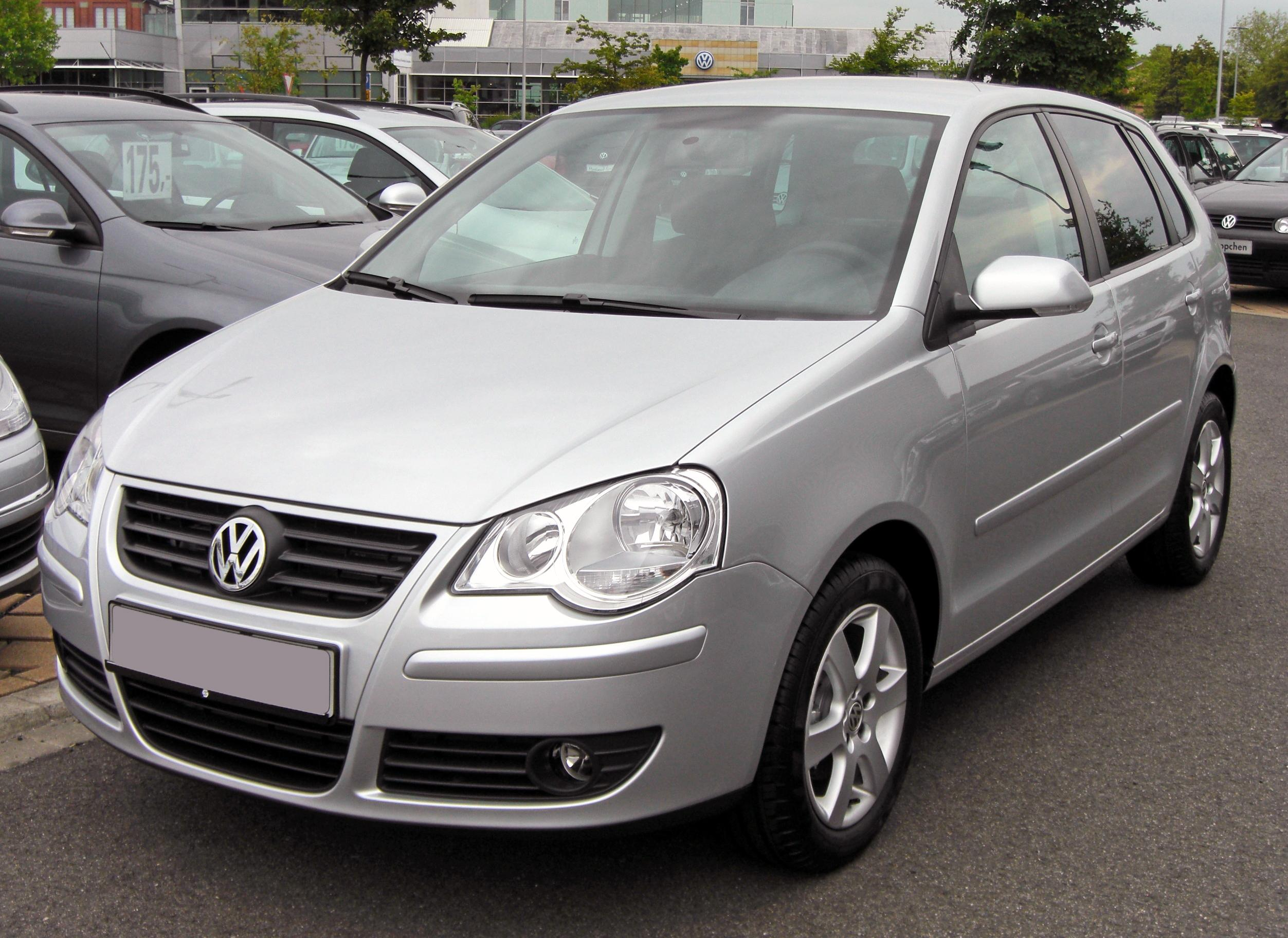
Volkswagen Polo 2005–2009

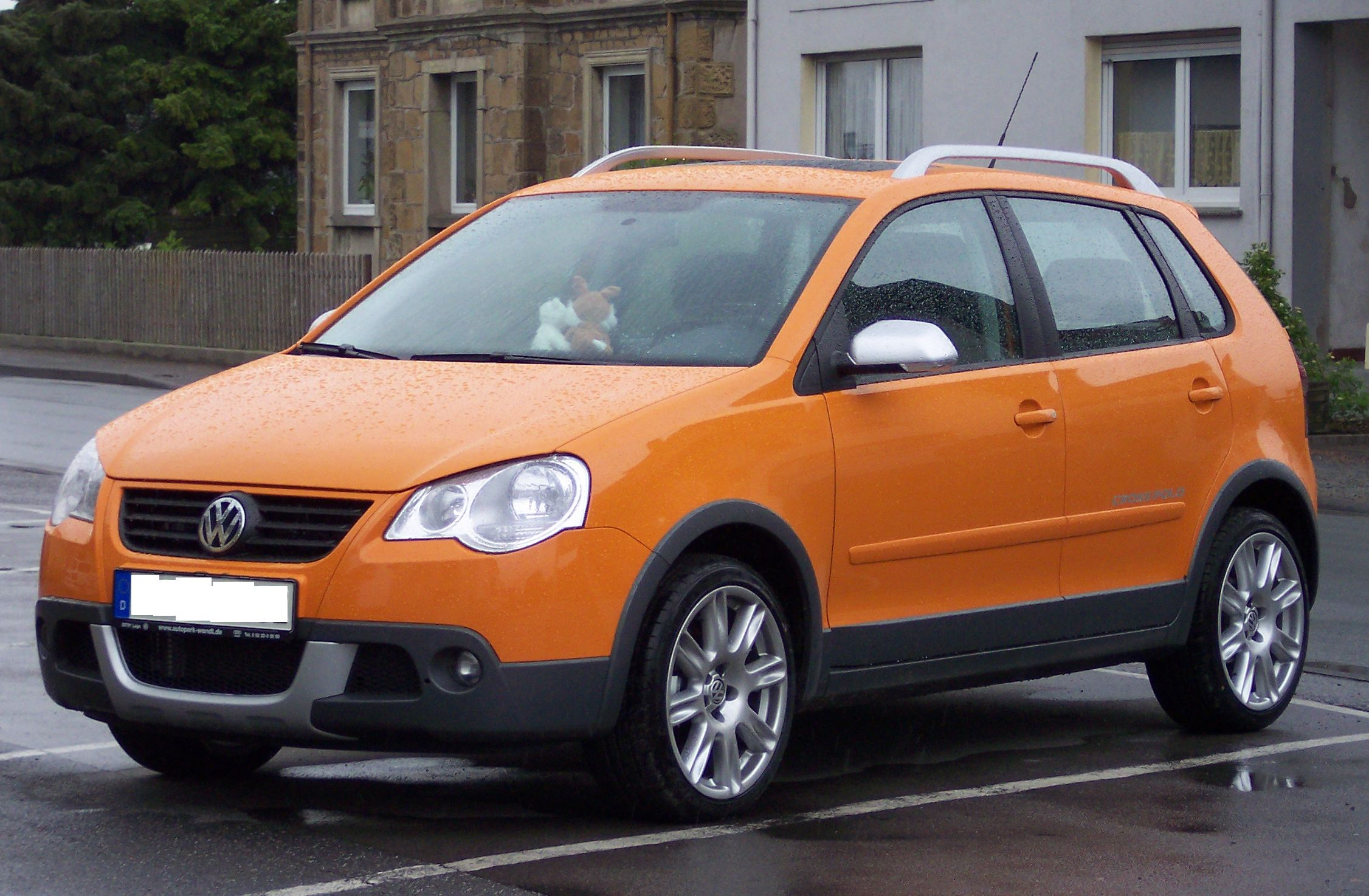
Volkswagen CrossPolo Mk IV

A facelift során jelentősen áttervezték a külsőt, főleg a lámpatesteket. Ez a kocsi már digitális klímával is rendelkezett, és ez is készült terepesített verzióban CrossPolo névvel, igaz valódi összkerékhajtás nélkül. Másik neve: Type 9N3.
Motorok:
- 1598 cc, soros négyhengeres, 16 szelepes benzines, 77 kW (105 LE, 103 LE)
- 1781 cc, turbófeltöltéses soros négyhengeres, 20V benzin, 150 LE 150 LE (110 kW; 148 LE) ( Polo GTI modelleknél) - különleges GTI Cup Edition, 180 LE (132 kW; 178 LE)
- 1422 cc, soros háromhengeres, 70 és 80 LE (51 és 59 kW) TDI
- 1896 cc, soros négyhengeres, 100 és 130 LE (74 és 96 kW) TDI
- 1984 cc, soros négyhengeres, 8 szelepes benzines, 116 LE (85 kW) (dél-afrikai piacon)
- 1,6 L soros négyhengeres, 8 szelepes FlexFuel , 101 LE (benzines) / 103 PS (etanol), öntöttvas blokk, nagyon rövid manuális sebességváltó (brazil piacon)
- 2,0 L soros négyhengeres, 8 szelepes benzines, 115 LE (85 kW; 113 LE), öntöttvas blokk , nagyon rövid manuális sebességváltó (brazil piacon)

## Az ötödik generáció (Type 6R/6C/61;2009–2018)

### Polo Mark V (2009–2014)

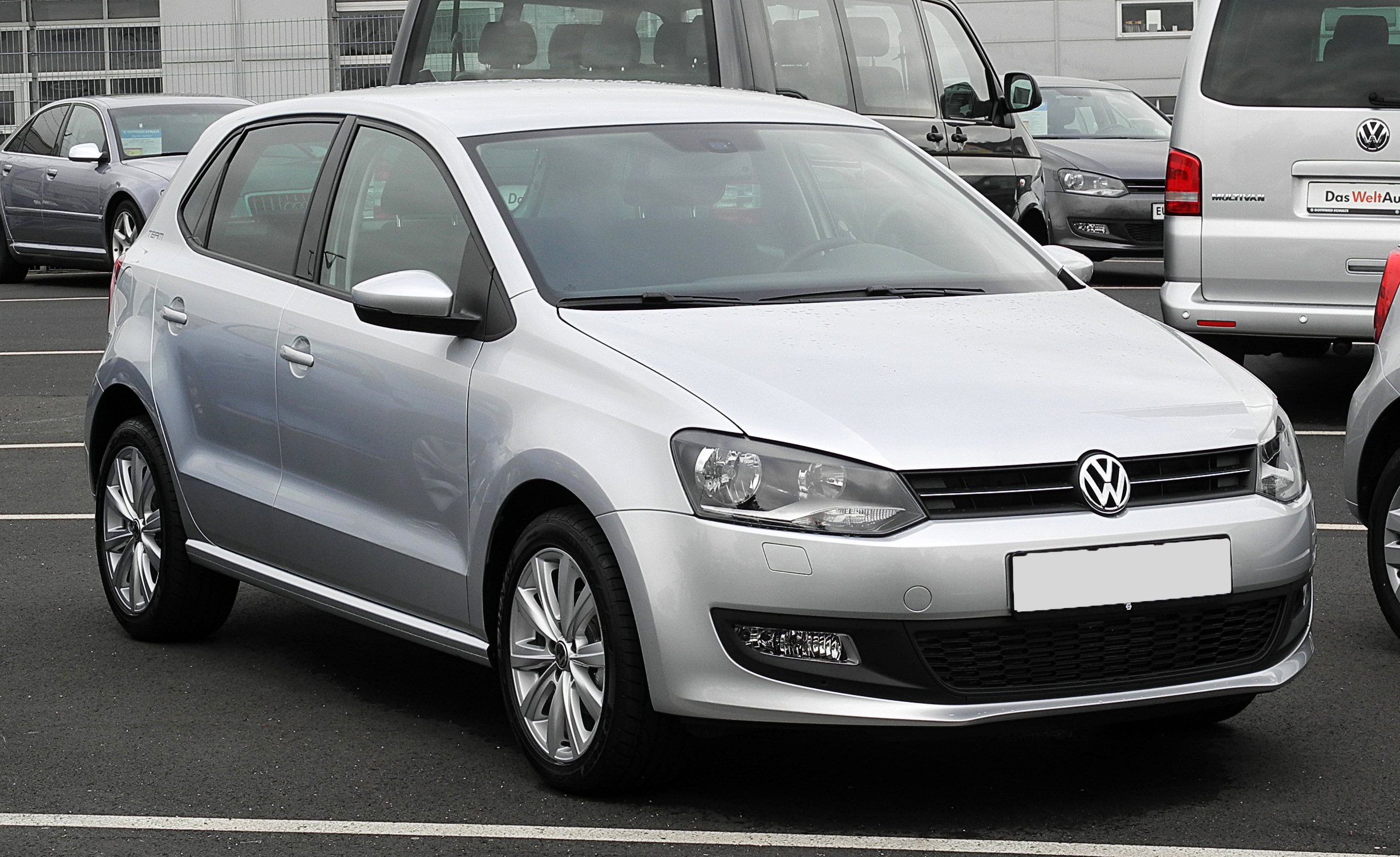
Volkswagen Polo 2009–2014

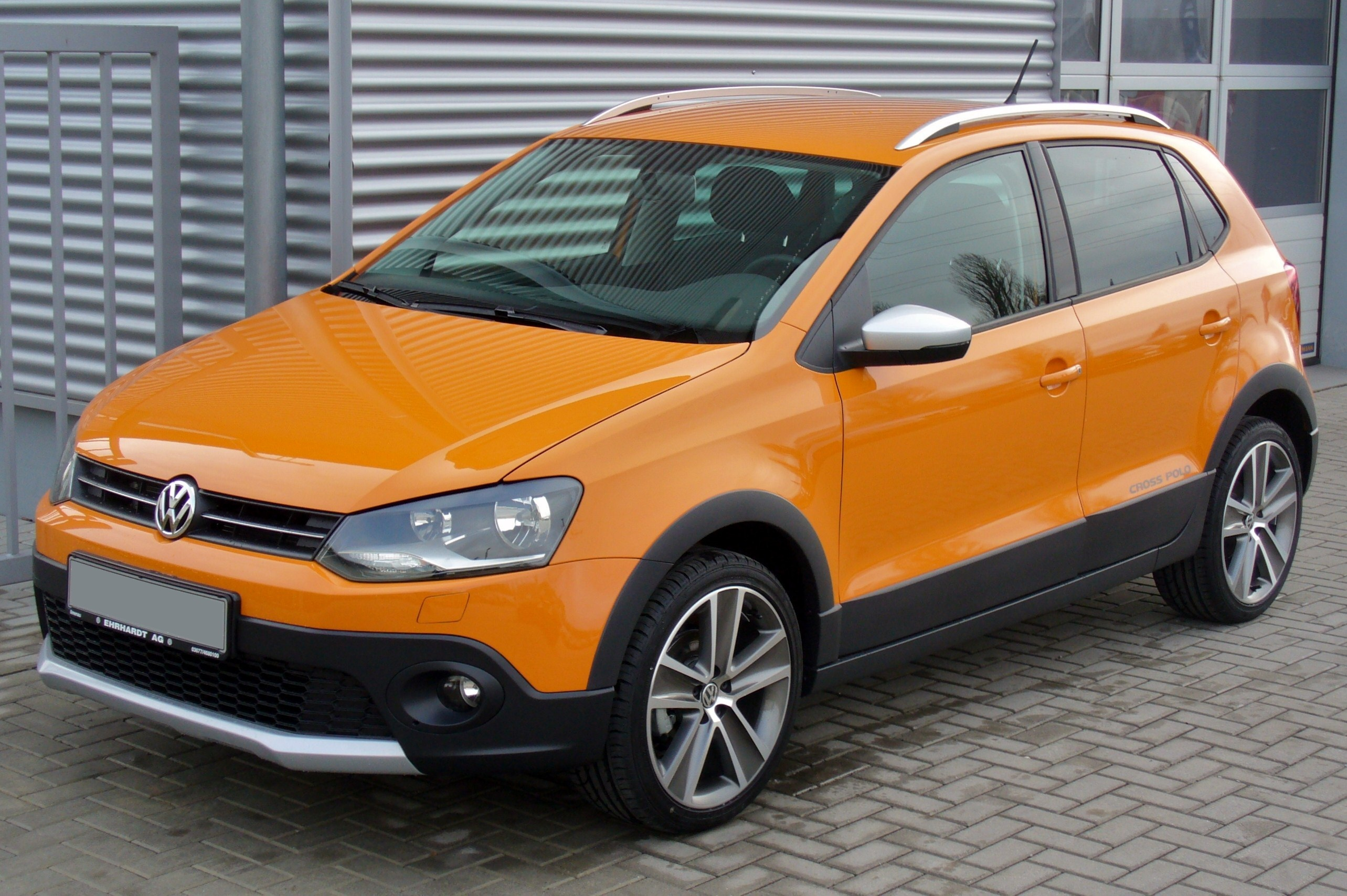
Volkswagen CrossPolo Mk V

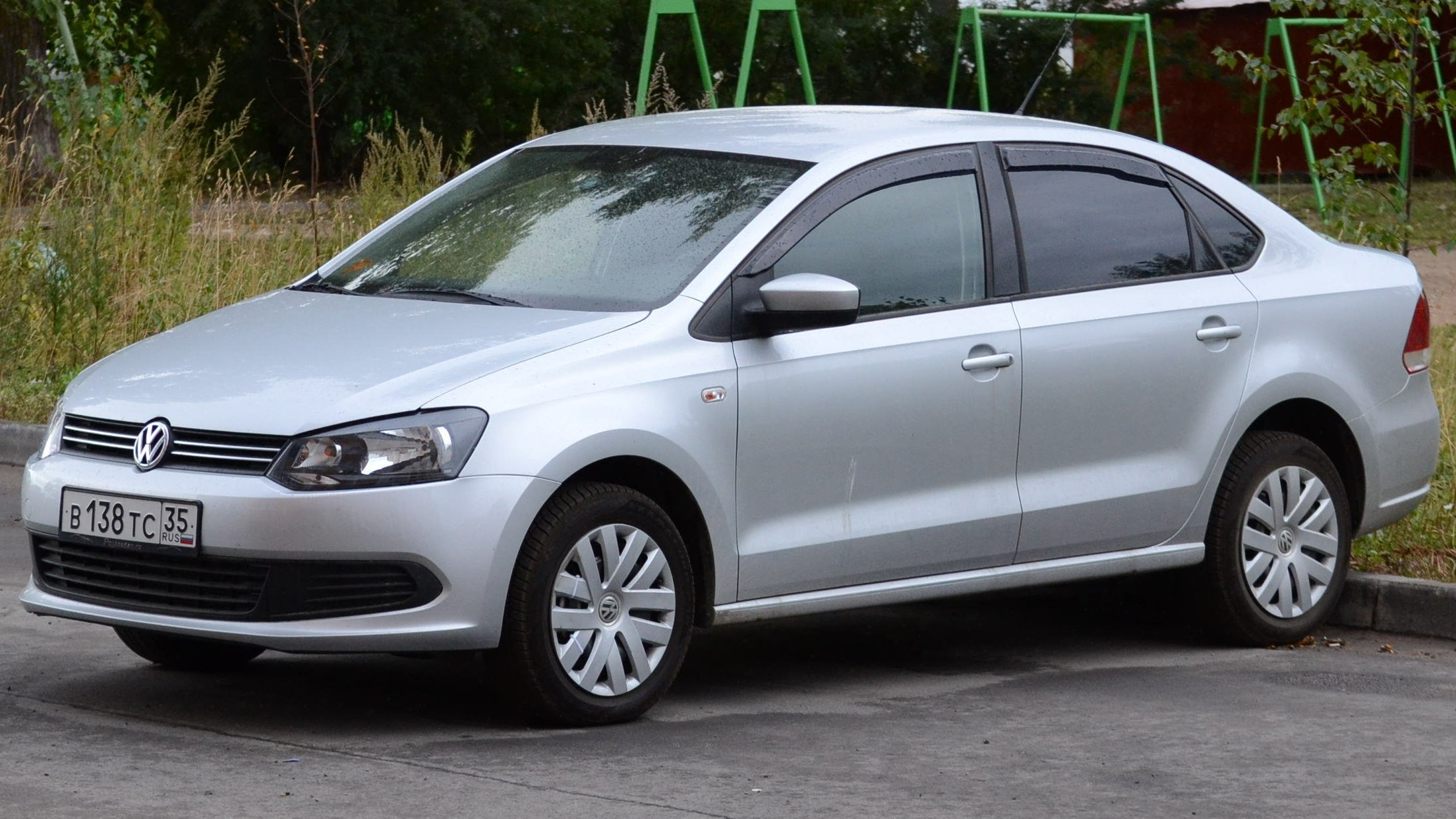
Volkswagen Polo Sedan/Vento

Ez már jóval fejlettebb elődeinél, gyakorlatilag minden modern technikai eszközzel fel van szerelve. Szintén készült terepesített verzióban ugyancsak CrossPolo névvel, de az elődökhöz hasonlóan ez is csak „ál-terepjáró” volt. Létezett egy ezen a Polón alapuló szedán is Polo Sedan, illetve Vento néven, de csak bizonyos, közel-keleti, orosz, dél-afrikai és mexikói piacokon.
A raliváltozata a Polo R WRC.
Másik neve: Type 6R.
Motorok:
- 1,2 L, 3 hengeres benzines, 60 LE (44 kW; 59 LE) vagy 70 LE (51 kW; 69 LE); fogyasztás: 5.5L/100 km (katalógusadat)
- 1,2 TSI, turbófeltöltéses 4 hengeres benzines, 105 LE (77 kW; 104 LE)
- 1,4 L, 4 hengeres benzines, 85 LE (63 kW; 84 LE); fogyasztás: 5,9 l/100 km (katalógusadat) - alkalmas gyenge minőségű benzin, opcionális 7-fokozatú DSG
- 1,6 literes, 4 hengeres benzines, 105 LE (77 kW; 104 LE); fogyasztás: 6,4 l/100 km (katalógusadat) - alkalmas gyenge minőségű benzinre, opcionális 6-fokozatú DSG (dél-afrikai piac)
- 1.6 L TDI, turbófeltöltéses 4 hengeres közös nyomócsöves dízel, 75 LE (55 kW; 74 LE); fogyasztás: 4.2L/100 km (katalógusadat), 109 g/km CO² kibocsátás
- 1.2 L TDI, turbófeltöltéses 3 hengeres közös nyomócsöves dízel, 75 LE (55 kW; 74 LE); fogyasztás: 3.4L/100 km (katalógusadat), 89 g/km CO² kibocsátás (BlueMotion)
- 1,6 literes TDI, 4 hengeres turbófeltöltéses, közös nyomócsöves dízel, 90 LE (66 kW, 89 LE-s)
- 1.6 L TDI, turbófeltöltéses 4 hengeres közös nyomócsöves dízel, 105 LE (77 kW; 104 LE); fogyasztás: 4.2L/100 km (katalógusadat), 109 g/km CO² kibocsátás

### Polo Mark V Facelift (2014–2018)

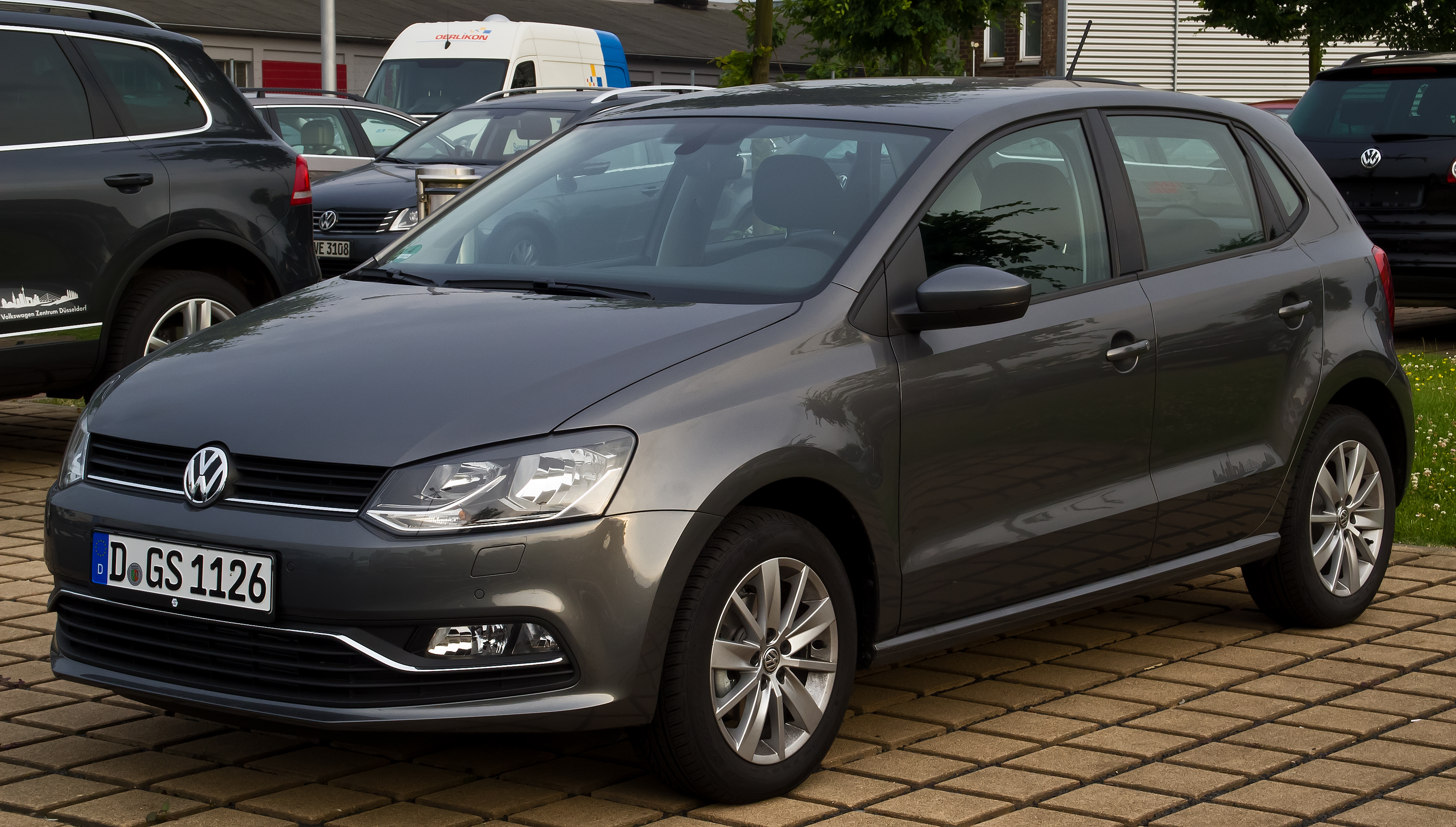
Volkswagen Polo 2014–2018

A Polo Mark V 2014-ben kapott faceliftet, onnantól már Type 6C néven ismert. A külsejét átszabták, például átalakított lökhárítók jöttek létre. A belső teret is teljesen újratervezték, amely ma már alapkivitelben is tartalmaz egy érintőképernyőt és egy multifunkciós kormánykereket is. A modellfrissítés során több új biztonsági berendezés is került a Poloba, mint az automatikus vészfékrendszer vagy a távolságtartó tempomat. 2015 júniusa óta támogatja az Apple CarPlay és az Android Auto alkalmazásokat is.

## A hatodik generáció (Type AW;2018–jelen)

### Polo Mark VI (2018-)

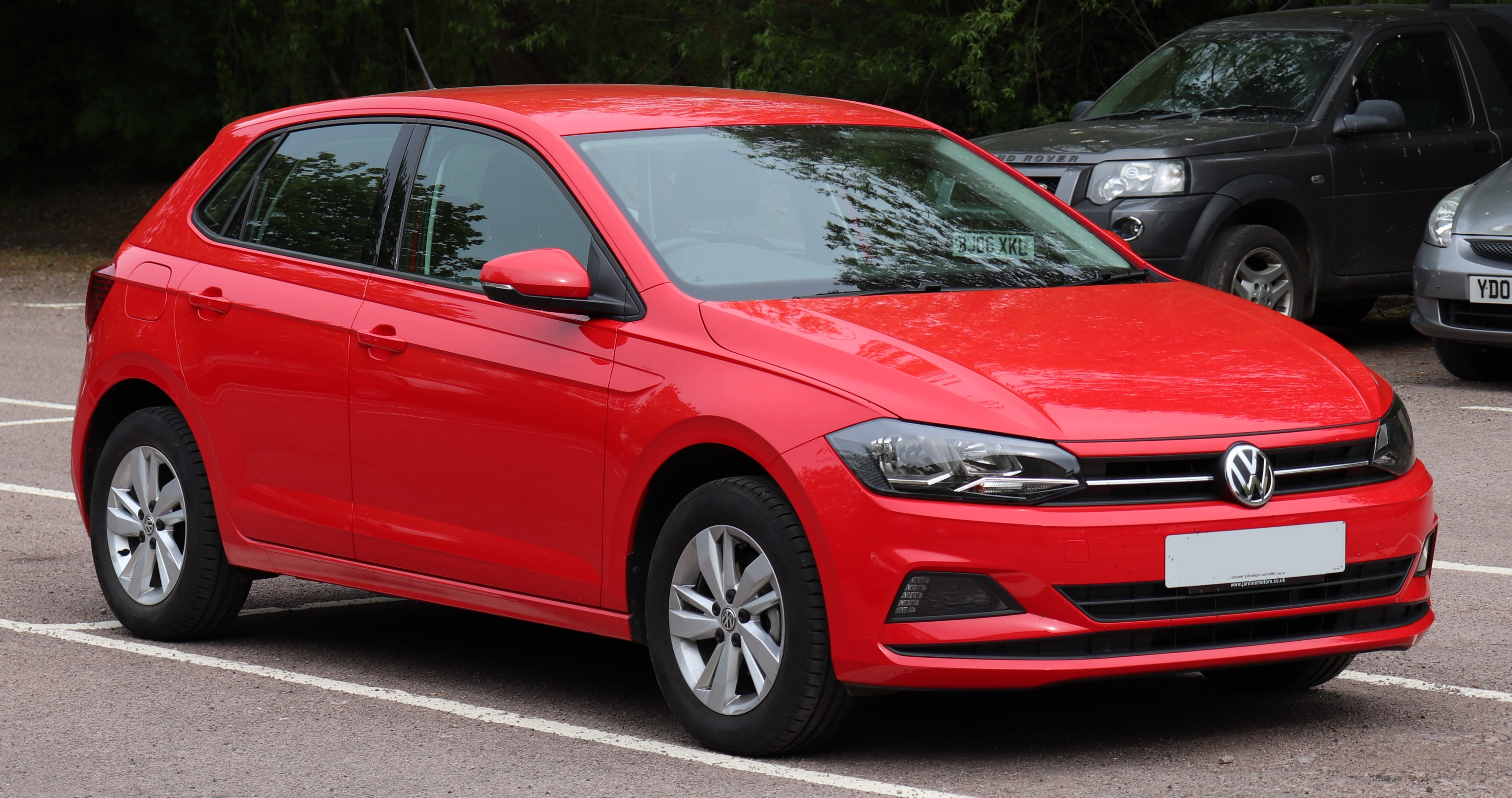
Volkswagen Polo 2018-tól

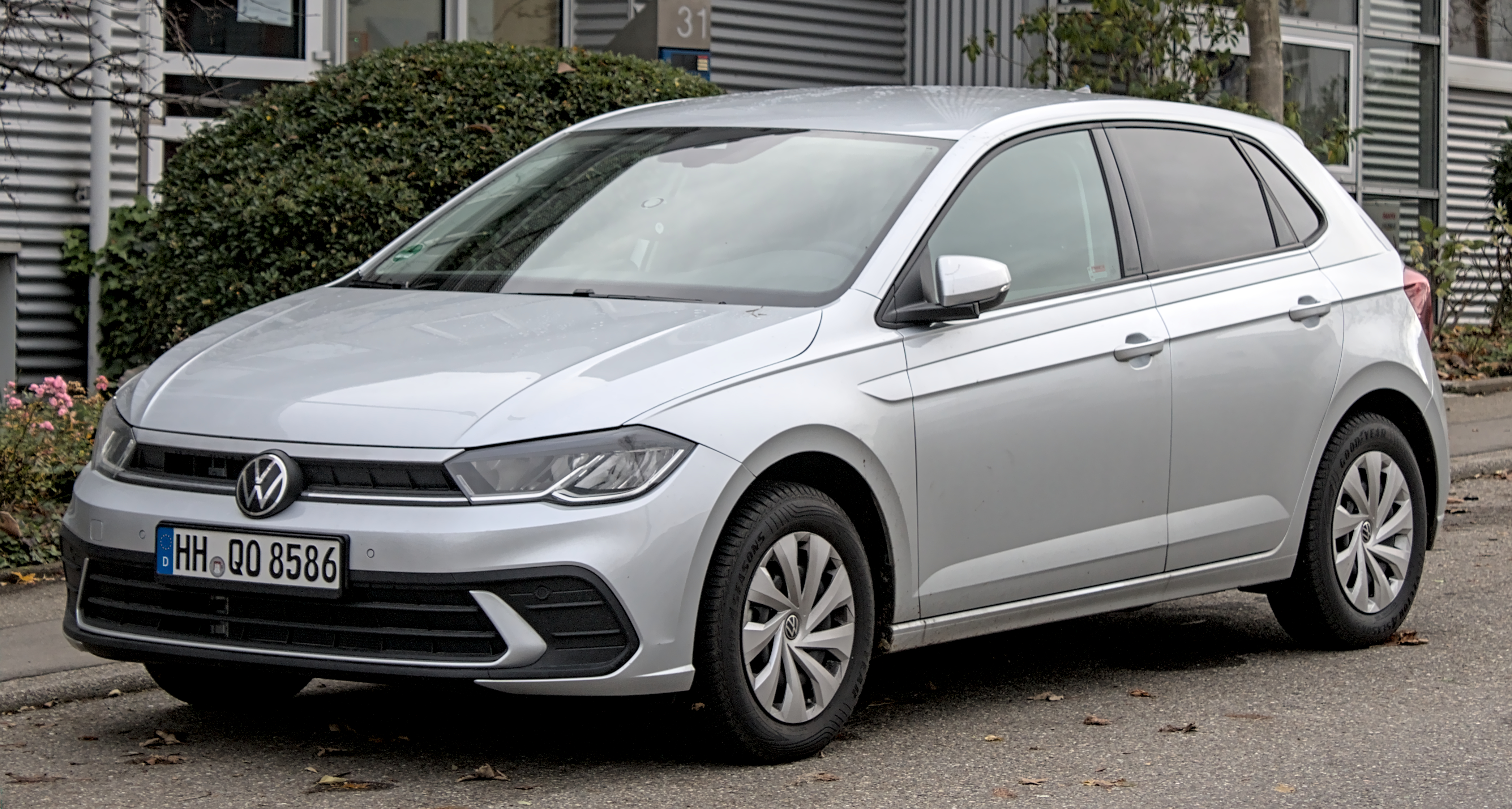
Volkswagen Polo 2020-tól

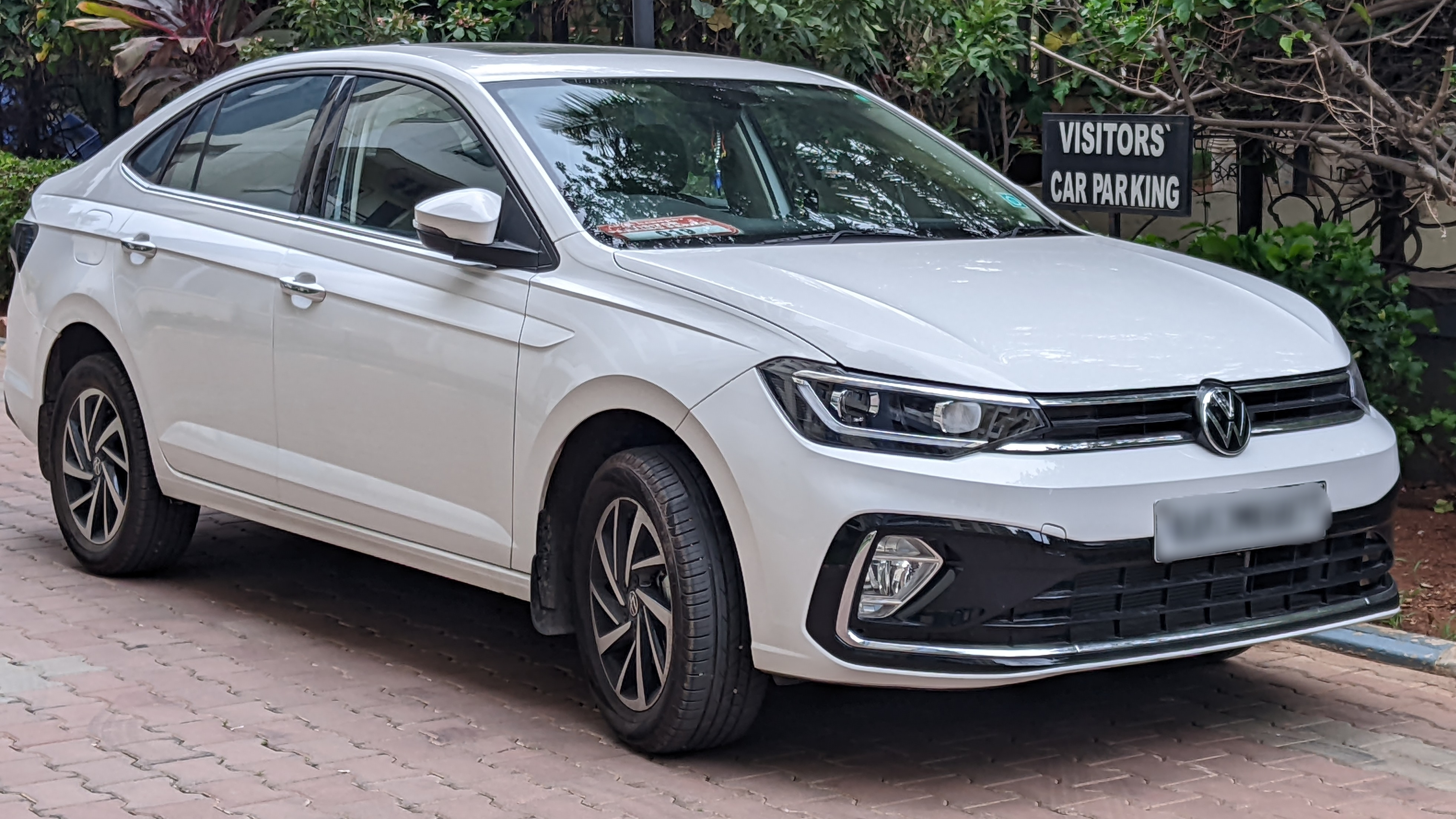
Volkswagen Virtus

2017 körül debütált a Polo hatodik generációja. Ez a típus már hibrid hajtással is kapható lett. Az elődhöz hasonlóan ez alapján is megjelent egy szedán verzió Virtus néven 2018-ban, de csak brazil és indiai piacra. 2020 őszén a Polo vizuálisan átalakult a 2021-es modellévre való váltással. Azóta a járművet új Volkswagen logóval látták el, a Polo felirat pedig a hátsó ajtón, amely egykor a bal alsó sarokban volt középen új betűtípussal helyezkedtek el a VW logó alatt. Technikailag frissítés történt a "Modular Infotainment Kit 3" (MIB3) számára.
Másik neve: Type AW.

### Polo Track (Brazília; 2022)

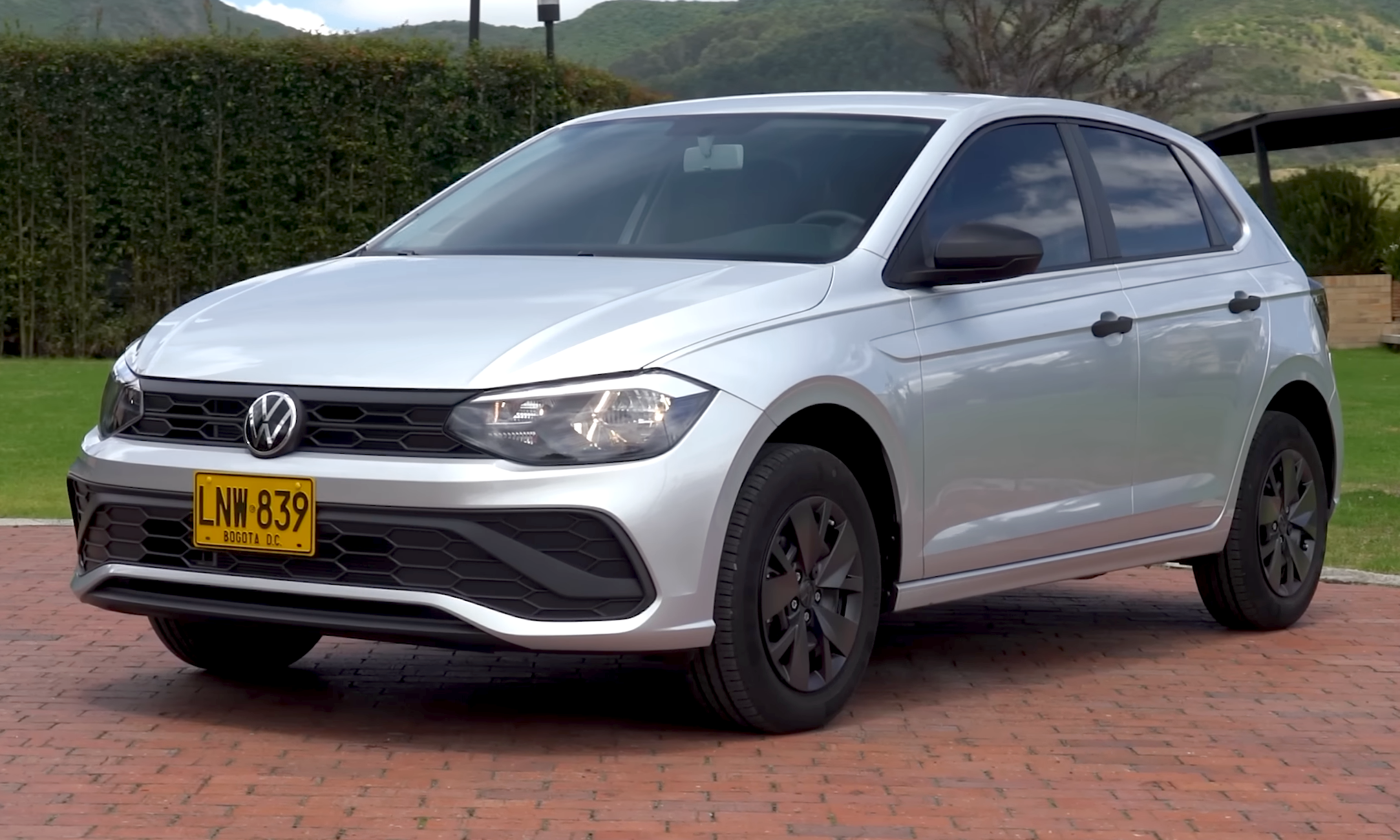
Volkswagen Polo Track

2022-ben jelent meg kifejezetten dél-amerikai piacra fejlesztett típusként a Volkswagen Polo Track, amit a helyi piacos, elavult Volkswagen Gol utódjának szántak.

### Polo (Oroszország; 2020–2022)

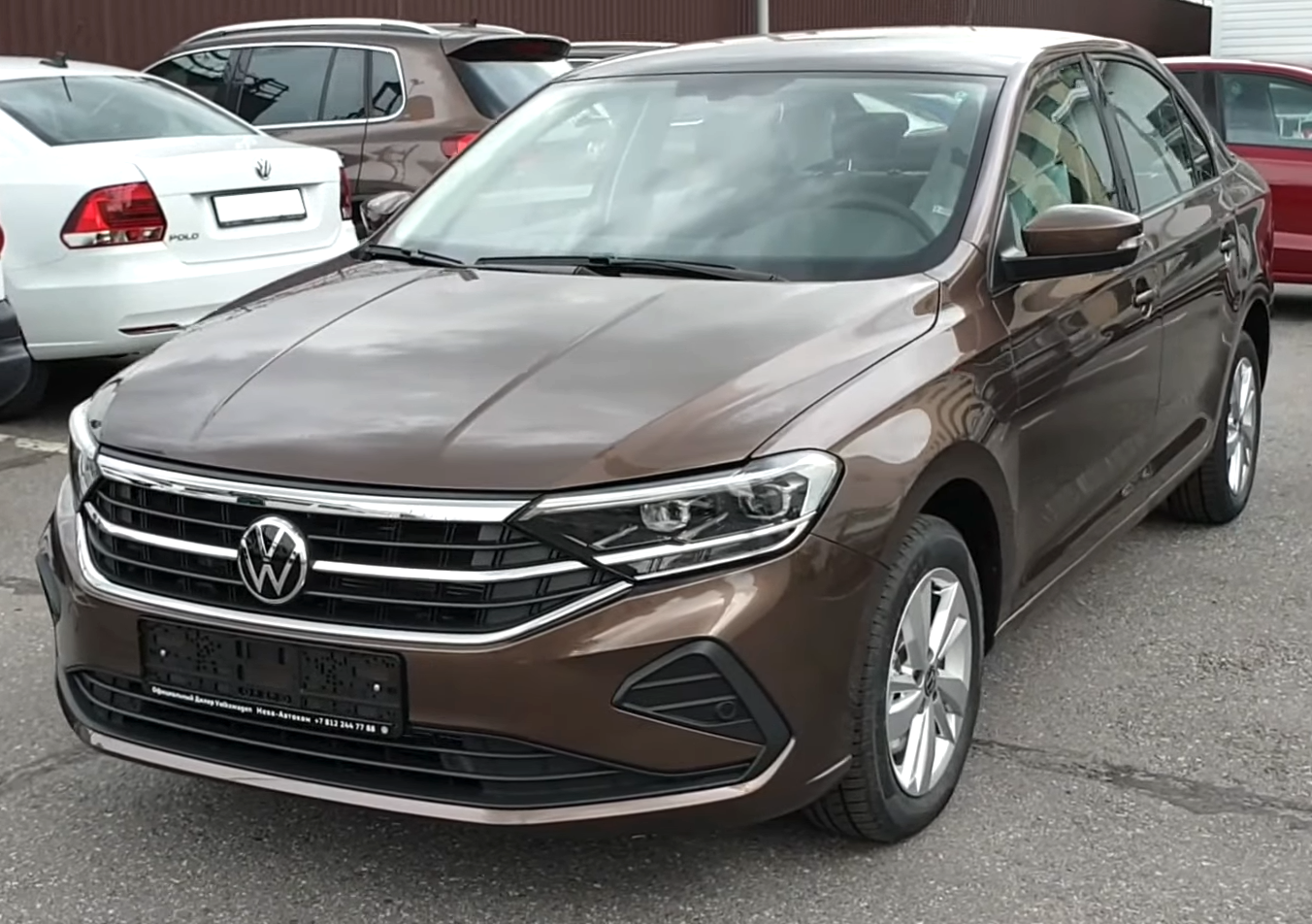
Orosz Volkswagen Polo 2020–2022 között

2020-ban jelent meg Oroszországban a 2012-es Škoda Rapid alapján készült Polo a korábban ott is kapható Polo Sedan utódjaként. A Polo Sedan eredeti utódját, a Virtust már nem állt módjukban ott is gyártani, illetve forgalmazni, ezért a Škoda Rapid Volkswagenné alakított verziójával helyettesítették. A kocsi gyártása azután állt le, hogy Oroszország 2022-ben hadat üzent Ukrajnának, és a Volkswagen emiatt kivonult az országból.
Motorok:
- 1.0 L, 3 hengeres benzinmotorok:
  - 65 LE (48 kW; 64 LE)
  - 75 LE (55 kW; 74 LE)
  - 85 LE (63 kW; 84 LE)
  - 89 LE (65 kW; 88 LE) CNG-hibrid
  - 95 LE (70 kW; 94 LE)
  - 109 LE (81 kW; 111 LE)
  - 130 LE (96 kW; 128 LE)
- 1.4 L, 4 hengeres benzinmotor, 150 LE (110 kW; 148 LE)
- 1.5 L, 4 hengeres benzinmotor, 123 LE (92 kW; 125 LE)
- 1.6 L, 4 hengeres benzinmotor, 119 LE (88 kW; 117 LE)
- 2.0 L, 4 hengeres GTI benzinmotor, 200 LE (147 kW; 197 LE)
- 1.6 L, 4 hengeres TDI dízelmotorok:
  - 80 LE (59 kW; 79 LE)
  - 95 LE (70 kW; 94 LE)

## Fordítás
Ez a szócikk részben vagy egészben  a   Volkswagen Polo című angol Wikipédia-szócikk fordításán alapul.  Az eredeti cikk szerkesztőit annak laptörténete sorolja fel. Ez a jelzés csupán a megfogalmazás eredetét és a szerzői jogokat jelzi, nem szolgál a cikkben szereplő információk forrásmegjelöléseként.